# ソーダー

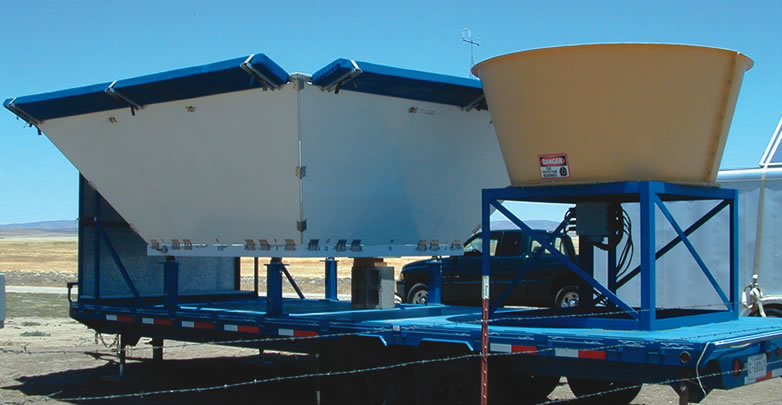
移動式ソーダーシステム

ソーダー（英語：SODAR）とは、大気の揺らぎによる音波の反射を利用して、音波を用いて上空の風速を観測する装置。SOnic Detection And Rangingの頭文字をとった略語（アクロニム）。
電磁波（電波）を用いるレーダー(RADAR)と同様、音波を用いて探査を行う装置のうち、大気中で行うものを指す。水中において音波探査を行う装置はソナー(SONAR)と呼び区別する。

## ドップラー・ソーダー
現在一般化されているソーダーは、アンテナから音波を送受信して、上空の大気の状態を観測するシステムをとっている。単一のアンテナで送受信をするものと、2つのアンテナで送受信を分担するものの2種類がある。前者は気温の変動、後者は気温と風速の変動によるゆらぎを観測できる。
単一のアンテナのものはフェーズドアレイレーダー（固定アンテナ）を用いることが多く、さらに回転式アンテナを用いるもの固定アンテナを用いるものとに分けられる。回転式アンテナは普通、3つのアンテナがあり、1つは鉛直に向けられ、ほかの2つは鉛直からわずかに傾ける。固定アンテナを用いるものは、送受波器から放物面反射器を通して送受信するタイプ（パラボラアンテナ式）と、スピーカードライバーからホーン型スピーカーを用いて同相に変換して送受信するタイプがある。
風速は、ドップラー効果により観測する。観測できるのは水平方向の風速で、天頂から視半径15〜30度以内の円形領域での観測が可能である。天頂から20度より低いところでは誤差の修正が必要になるほか、鉛直方向の風速が0.2m/s以上だとこれも修正が必要になる。
ソーダーの観測高さは、上空200m〜2km程度であるが、出力の大小、大気の安定具合、周囲の騒音に大きく左右され、最悪で観測できない場合もある。送信周波数は1kHz以下から4kHz程度が主で、送信出力は数百Wである。出力が大きいほど、また周波数が低いほど、より高い高度を観測できるが限界もある。パルス幅変調(PWM)を用いた場合、最も高度を得られるとされる.。